# Family Islands
Family Islands è un gruppo di isole continentali situate nel mar dei Coralli lungo la costa del Queensland, in Australia. Si trova a nord della cittadina di Cardwell nella Rockingham Bay a nord di Hinchinbrook Island e a metà strada tra le città di Cairns e Townsville.
Le isole costituiscono un parco nazionale (Family Islands National Park) che copre 8,69 km²; ne sono escluse Bedarra e Torpe, che sono di proprietà privata, e una parte di Dunk Island.

## Le isole
Il punto più alto delle Family Islands è il monte Kootaloo (271 m) su Dunk Island. Le maggiori isole del gruppo (da nord a sud), i loro nomi aborigeni e la loro posizione nella "famiglia" sono:
- Dunk Island (Coonanglebah) – il padre
- Richards Island (Bedarra) – la madre
- Thorpe Island (Ti mana) – il bambino
- Wheeler Island (Toolgbar) e Coombe Island (Coomba) – i gemelli (coprono rispettivamente 31 e 49 ettari[1])
- Smith Island (Kurrumbah), Bowden Island (Budjoo) e Hudson Island (Coolah) – il terzetto (coprono rispettivamente 10, 10 e 20 ha[1]).

Ci sono anche alcune isole minori:
- Kumboola e Mung-um-gnackum, collegate a Dunk Island (a sud-ovest) con maree particolarmente basse. Kumboola ha un'area di 12 ha[1]
- Mound Island (Purtaboi), ha un'area di 6 ha[1]; situata a nord-ovest di Dunk, è un habitat protetto di nidificazione degli uccelli marini
- Woln Garin, una piccola isola al largo dell'angolo sud-est di Dunk Island, conosciuta localmente come "40ft Rock"
- Battleship Rock (Pee-Rahm-Ah), a est di Richards Island, così chiamata per la sua forma particolare se vista da nord.

A sud delle Family Islands, tra quest'ultime e Hinchinbrook, si trovano le Brook Islands e Goold Island.

## Storia
Le isole sono state scoperte l'8 giugno 1770 da James Cook a bordo della HMS Endeavour durante il suo primo viaggio. Cook diede il nome solo all'isola maggiore, Dunk, in onore di George Montagu-Dunk, II conte di Halifax, che era stato Primo lord dell'Ammiragliato britannico (First Lord of the Admiralty) nel 1762.